# IEEE 802
IEEE 802 је комитет организације институт инжењера електротехнике и електронике (енгл. Institute of Electrical and Electronics Engineers - IEEE) који се бави доношењем стандарда везаних за локалне и градске рачунарске мреже. Једноставније речено IEEE 802 је комитет задужен за стандардизацију LAN и MAN мрежа. Прво заседање овог комитета је било фебруара 1980. године.
Сервиси и протоколи којима се бави одговарају слоју везе и физичком слоју ОСИ моделa. Управо је овај комитет извршио поделу слоја везе на два подслоја, тј. подслој логичке контроле линка и контроле приступа медијуму. Најпознатији стандарди IEEE 802 фамилије стандарда су етернет, Token Ring и Wireless LAN.
Радне групе комитета 802 (за ЛАН и МАН стандарде) организације IEEE наведене су у следећој табели:
| Број     | Задатак радне групе                   | Оригиналан назив радне групе | Статус    |
|          |                                       |                              |           |
| 802.1    | Општи преглед и архитектура мрежа     |                              | активна   |
| 802.2    | Управљање логичким везама             |                              | неактивна |
| 802.3    | Етернет                               |                              | активна   |
| 802.4    |                                       |                              | напуштена |
| 802.5    |                                       |                              | неактивна |
| 802.6    | Прве градске мреже                    |                              | напуштена |
| 802.7    | Широкопојасне технологије             |                              | напуштена |
| 802.8    | Технологија оптичких влакана          |                              | напуштена |
| 802.9    | Изохроне локалне мреже                |                              | напуштена |
| 802.10   | Виртуелне локалне мреже и безбедност  |                              | напуштена |
| 802.11   | Бежичне локалне мреже - сертификација |                              | активна   |
| 802.12   | Приоритет захтева (HP AnyLAN)                  |                              | напуштена |
| 802.13   | Несрећан бр. 13 прескочен             |                              |           |
| 802.14   | Кабловски модеми                      |                              | напуштена |
| 802.15   | Личне мреже                           |                              | активна   |
| 802.15.1 | Блутут - сертификација                |                              | активна   |
| 802.15.4 | - сертификација                       |                              | активна   |
| 802.16   | Широкопојасне бежичне мреже (WiMAX)        |                              | активна   |
| 802.16 e | Мобилне широкопојасне бежичне мреже   |                              | активна   |
| 802.17   | Прстен са еластичним пакетима         |                              | активна   |
| 802.18   |                                       |                              | активна   |
| 802.19   |                                       |                              | активна   |
| 802.20   | Мобилне широкопојасне мреже           |                              | активна   |
| 802.21   |                                       |                              | активна   |
| 802.22   | Бежичне регионалне мреже              |                              | активна   |
|          |                                       |                              |           |